# Nyumba ntobhu

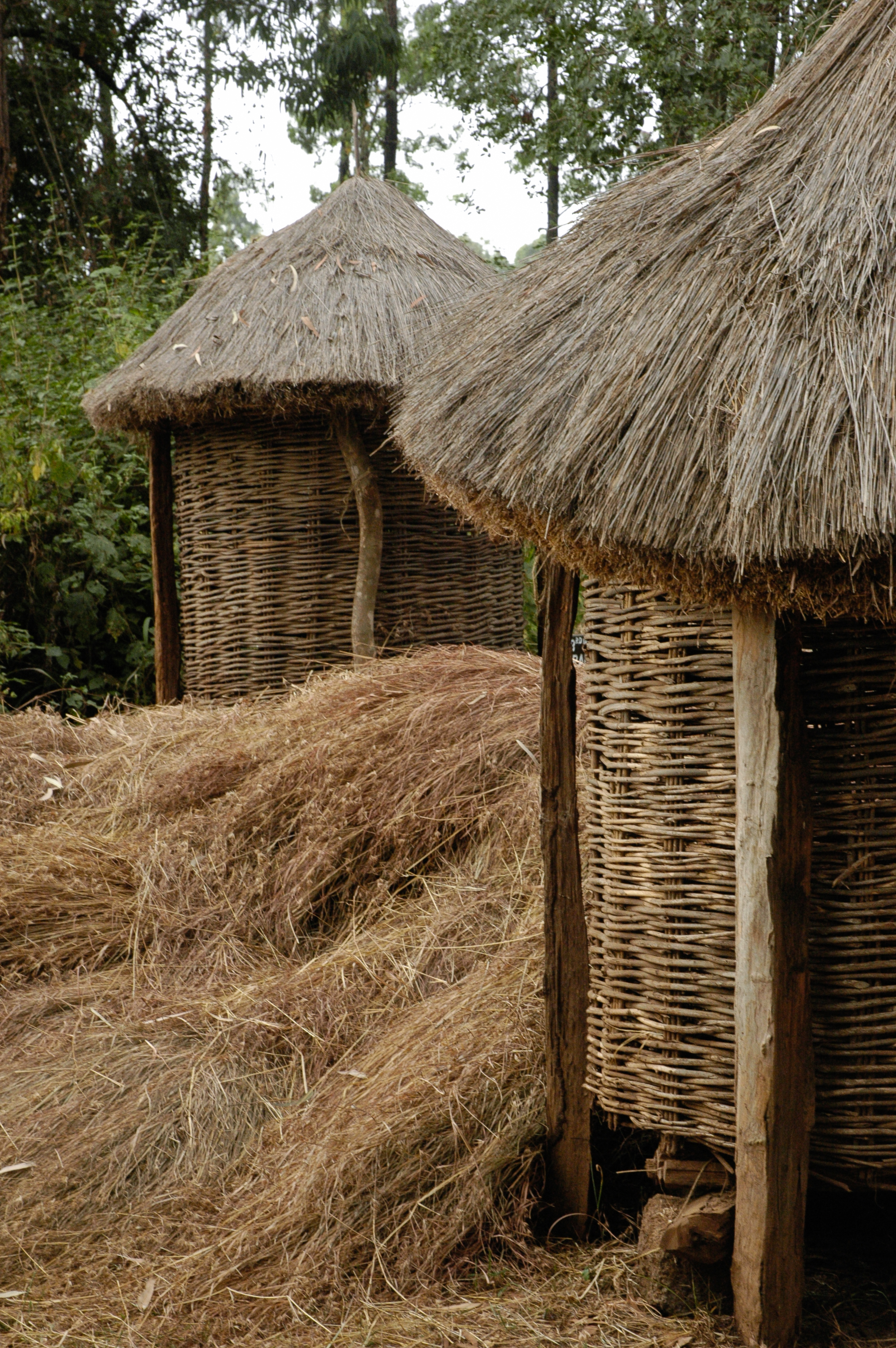
Pueblo tradicional Kuria

Nyumba ntobhu (que significa "casa de las mujeres") es una forma tradicional de unión no sexual entre las mujeres de la tribu Kuria unas 700.000 personas que habitan en la región del lago Victoria en la región de Mara en Tanzania. Las asociaciones se forman entre mujeres mayores, generalmente viudas sin descendientes varones y mujeres más jóvenes sin hijos, conocidas como mokamööna (nueras). Como parte de la relación, la mokamööna más joven da a luz un hijo de una pareja externa. La mujer mayor sirve como abuela para el niño, asegurando así tener un heredero y asegurando la continuación de su linaje. Los matrimonios Nyumba ntobhu, al igual que los matrimonios tradicionales de Kuira, se aseguran mediante el pago de un precio por la novia en forma de ganado; en el caso de las relaciones nyumba ntobhu, el precio de la novia lo paga la mujer mayor a la familia de la pareja más joven.

## Derechos de las mujeres
La práctica del Nyumba ntobhu intena afrontar las dificultades de supervivencia de las mujeres sin derecho a heredar.
"Las leyes tribales prohíben que las esposas hereden nada, ni siquiera de sus maridos fallecidos. Si no tienen hijos, los parientes masculinos del marido tienen derecho a repartirse sus posesiones entre ellos. Si una viuda desea conservar su casa y su tierra, tiene que casarse con otra mujer y que esta le dé un hijo varón" señala la periodista Dinna Maningo de Tarime.
Entre los Kuira, las parejas nyumba ntobhu constituyen aproximadamente del 10 al 15 por ciento de los hogares. A pesar de que esta tradición existe desde hace siglos y antes era poco conocida, a medida que la población kuria creció, aumentaron también estos matrimonios entre mujeres. En un principio la tradición tenía como objetivo solventar la necesidad de atención y cuidado de las mujeres mayores que se quedaban solas, sin embargo desde los años 70 del siglo XX y las relaciones entre Nyumba ntobhu se han vuelto cada vez más habituales en los últimos años. 

### Mecanismo de defensa contra la violencia doméstica
Muchas mujeres Kuira más jóvenes entran en las relaciones como un medio para ganar más capacidad para elegir a sus parejas sexuales y evitar la violencia doméstica y la mutilación genital femenina . La región de Kuria tiene los mayores índices de violencia de género del país. Según el informe publicado en 2011 por el ministerio de Sanidad tanzano, el 72% de las mujeres de 15 a 49 años habían sido víctimas de violencia física en la zona mientras que el porcentaje en todo el país era del 44%.

## Críticas
Entre las críticas a esta práctica está la de que reproducen las mismas estructuras patriarcales de los matrimonios tradicionales. Se niega a la mujer más joven que se casa con la mayor cualquier derecho a heredar propiedades, por ejemplo.